# Shirley Ann Grau
Shirley Ann Grau (New Orleans, 8 luglio 1929 – Kenner, 3 agosto 2020) è stata una scrittrice statunitense vincitore del Premio Pulitzer per la narrativa nel 1965 per il romanzo I guardiani della casa.

## Biografia
Shirley Ann Grau nacque l'8 luglio 1929 a New Orleans, in Louisiana.
Dopo la laurea conseguita nel 1950 all'Università Tulane, iniziò a pubblicare Short Stories che verranno raccolte in The Black Prince, and Other Stories, suo esordio del 1955.
Sposatasi nello stesso anno con il professore di filosofia James Kern Fiebleman, dopo due romanzi scritti nel 1958 e nel 1961 ottenne il Premio Pulitzer nel 1965 con I guardiani della casa, storia multirazziale ambientata in Alabama scritta nel pieno del Movimento per i diritti civili degli afroamericani.
É morta a 91 anni il 3 agosto 2020 a Kenner, in Louisiana

## Opere

### Romanzi
- The Hard Blue Sky (1958)
- The House on Coliseum Street (1961)
- I guardiani della casa (The Keepers of the House) (1964), Milano, Garzanti, 1966
- Il condor passa (The Condor Passes) (1971), Milano, Accademia, 1979
- Evidence of Love (1977)
- Roadwalkers (1994)

### Racconti
- The Black Prince, and Other Stories (1955)
- The Wind Shifting West (1973)
- Nine Women (1986)
- Selected Stories (2003)

## Filmografia
- Mattie's Waltz regia di Jerry Kirschenbaum (1992) (soggetto)